# Apple TV (застосунок)
Apple TV (також відомий як Apple TV app, додаток Apple TV та додаток TV) — лінійка програм програм від Apple Inc. для перегляду телевізійних шоу та фільмів на споживчих електронних пристроях. Він може транслювати вміст із iTunes Store, каналів Apple TV з обслуговуванням по меню на замовлення та послугу передплати оригінального вмісту Apple TV+. На iPhone, iPad, iPod Touch та медіаплеєрах Apple TV базі tvOS може також індексувати та отримувати доступ до вмісту з пов'язаних додатків інших VOD-служб.
Додаток було випущено в США 12 грудня 2016 року з iOS 10.2 і tvOS 10.1 і було розповсюджено в інших країнах, починаючи з кінця 2017 року. Спочатку він був доступний лише на пристроях Apple, що працюють під управлінням iOS та tvOS, у 2019 році він був портований на Mac з macOS Catalina та на інші пристрої, такі як багато плеєрів Roku що включають програмне забезпечення Roku, деякі телевізори Amazon Fire з наявністю Fire TV і деякі розумні телевізори Samsung та LG.
Вміст із програми TV також може транслюватися через протокол Apple AirPlay 2 з пристрою, що підтримує програму TV, до певних смарт-телевізорів від Sony, Vizio, LG та Samsung.

## Платформи

### Версії iOS та tvOS

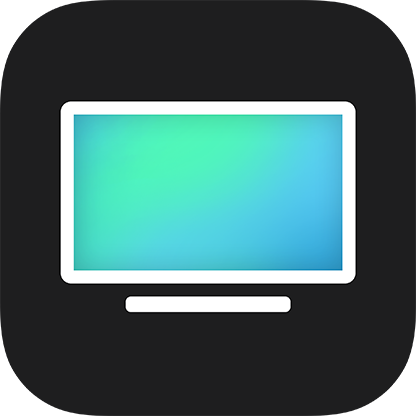
Значок телевізійної програми, що використовується в iOS та tvOS з грудня 2016 року по березень 2019 року

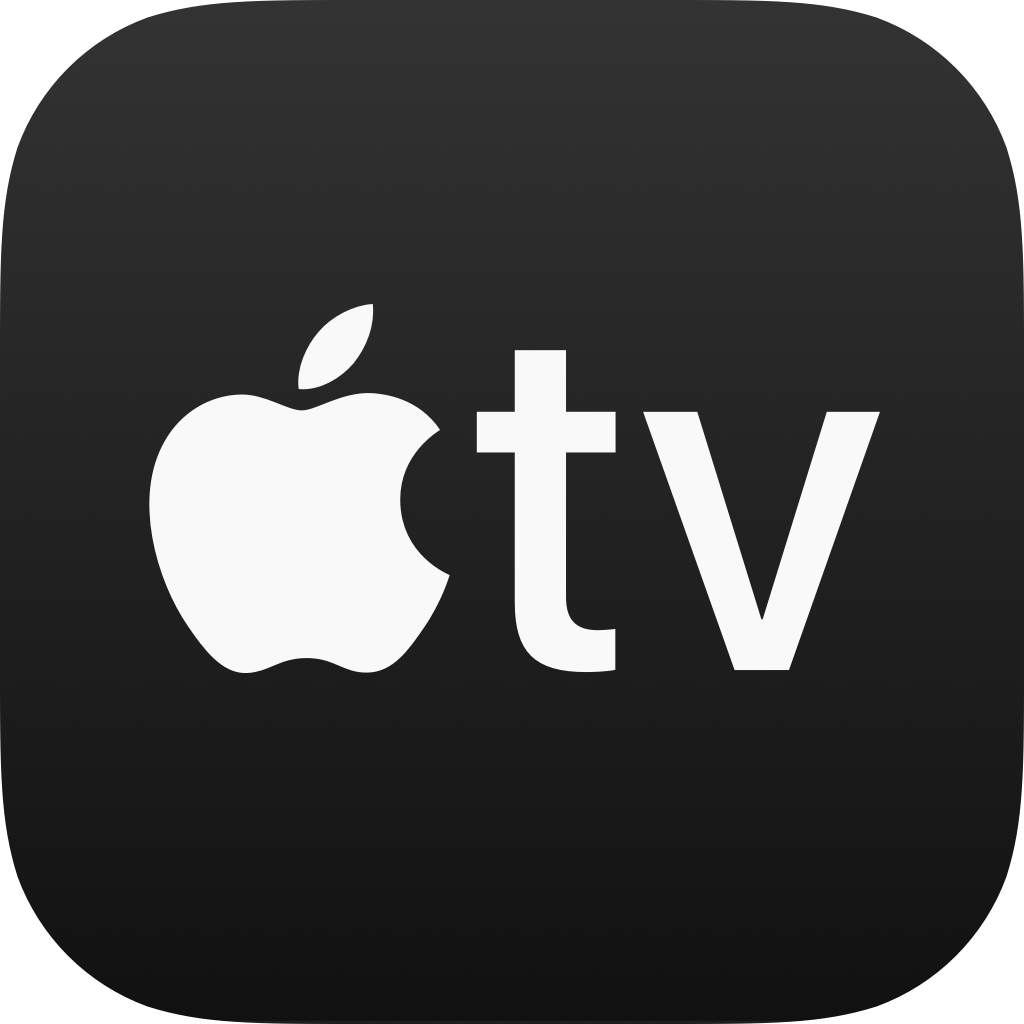
Значок телевізійної програми, що використовувався в iOS та tvOS з березня 2019 року до вересня 2019 року по вересень 2019 року

«Телебачення» було анонсовано на медіа-події Apple 27 жовтня 2016 року, а 12 грудня 2016 року у США було випущено iOS 10.2 та tvOS 10.1, замінивши додаток «Відео» в попередніх версіях iOS. Він об'єднує телевізійні шоу та фільми з iTunes Store із вмістом встановлених програм-партнерів і може відстежувати прогрес на всіх пристроях, використовуючи той самий ідентифікатор Apple. Тільки вміст із сервісів Apple відкривається всередині програми TV, для іншого вмісту він відкриває пов'язану програму.
Додаток спочатку містив п'ять розділів: «Дивитись зараз», «Спорт», «Бібліотека», «Магазин» та «Пошук». Можна ввімкнути push-сповіщення про спортивні результати.
Телебачення отримало серйозний редизайн після медіа-події Apple у березні 2019 року, яка перенаправила його як центр для розповсюдженого Apple потокового відео. Нова версія додала підтримку каналів Apple TV та дебютувала нову піктограму, схожу на піктограму обладнання Apple TV, замінивши попередню піктограму, схожу на телевізор.
У березні 2019 року мобільний застосунок було додано до медіаплеєра Apple TV третього покоління до tvOS у березні 2019 року, хоча у цій версії відсутня можливість зв'язування з іншими програмами для VOD. Картинка в картинці та перемикання між кількома ідентифікаторами Apple були додані в tvOS 13 до телевізорів Apple четвертого покоління та новіших.
Телевізор підтримує 4K, Dolby Atmos, Dolby Vision та HDR10 на Apple TV 4K. Dolby Vision та HDR10 підтримуються на iPad Pros та iPhone випущених у 2017 році чи пізніших версіях, і Dolby Atmos на iPad-ах Pro та iPhone у 2018 році.

### Версія для macOS

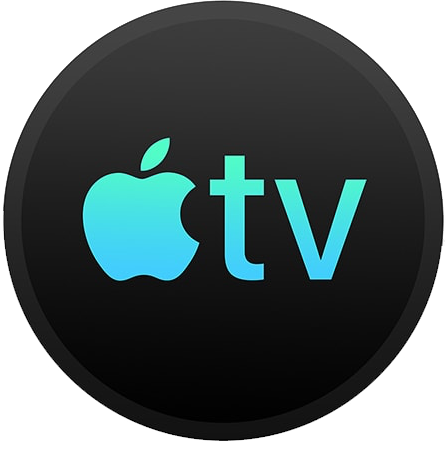
Значок телевізійної програми, що використовувався в macOS з березня 2019 року до вересня 2019 року по вересень 2019 року

«Телевізор» вийшов з macOS Catalina 7 жовтня 2019 року як одне з трьох додатків, створених для заміни iTunes. Він підтримує Dolby Atmos, Dolby Vision та HDR10 на MacBook, випущених у 2018 році або пізніших версіях, тоді як відтворення 4K HDR підтримується на iMac Pro та інших комп'ютерах Mac, випущених у 2018 році чи пізніших версіях, коли вони підключені до сумісного дисплея.

### Пристрої, що не належать Apple
У січні 2019 року Apple оголосила, що телевізійна програма вперше стане доступною на платформах, що не належать Apple. Рішення про розширення на інші платформи було процитовано як частину зусиль Apple щодо розширення доходів від послуг, зробивши відеоконтент широко доступним для громадськості.
Додаток запущений на телевізорах Samsung 14 березня 2019 р. Його планується випустити на телевізорах від LG, Sony та Vizio десь у майбутньому.
Він вийшов на програвачі Roku 15 жовтня 2019 року і доступний для моделей із номером 3800 або вище. Він вийшов на Amazon Fire TV 24 жовтня, хоча обмежився Fire TV Sticks, випущеним у 2016 році або пізніше.
Пристрої, що не належать Apple, не підтримують використання Dolby Atmos або Dolby Vision.